# Calanthe herbacea
Calanthe herbacea är en orkidéart som beskrevs av John Lindley. Calanthe herbacea ingår i släktet Calanthe och familjen orkidéer. Inga underarter finns listade i Catalogue of Life.